# Szató Juka (műkorcsolyázó)
Szató Juka (佐藤 有香; Hepburn: Satō Yuka; 1973. február 14.–) japán műkorcsolyázó és koreográfus.

## Élete és pályafutása
1990-ben junior világbajnok, 1993-ban és 1994-ben japán nemzeti bajnok, 1994-ben világbajnok volt. Az 1992-es téli olimpián 7. helyezést ért el, az 1994-es téli olimpián pedig 5. lett.
Szülei, Szató Nobuo és Ókava Kumiko szintén olimpikon műkorcsolyázók voltak.
Férje 14 éven át Jason Dungjen műkorcsolyázó volt, akivel sportolói pályafutása befejeztével közösen edzettek műkorcsolyázókat.